# Magnès (poète)
Pour les articles homonymes, voir Magnès.
Magnès (en grec ancien Μάγνης /Mágnēs) est un poète comique d'Athènes ayant vécu au Ve siècle av. J.-C.
Seuls des fragments de ses œuvres nous sont parvenus.